# Mjødurt
Slægten Mjødurt (Filipendula) tilhører Rosenfamilien og er udbredt med 15 arter i Europa, Asien og Nordamerika. To af arterne er vildtvoksende i Danmark.

## Etymologi
Slægtsnavnet Filipendula kommer fra de latinske ord filum "tråd" og pendulus "hængende" og henviser til knoldet mjødurts stængelknolde, der er forbundet til hinanden med trådlignende underjordiske stængler.

## Beskrivelse
Mjødurt er stauder med kraftige jordstængler, der grener sig sympodialt (dvs. det er sideskuddene, der fortsætter væksten, ikke hovedskuddet).  
Bladene er typisk fjersnitdelte. Blomsterne er samlet i en stor, endestillet stand med talrige, hvide eller lyserøde, regelmæssige blomster. Frugten er en tør flerfoldsfrugt, der dannes af frugtblade, der former enkeltrummede follikler eller nødder (achener), der sidder fast på blomsterbunden og kan være snoede omkring hinanden.

## Taksonomi
Mjødurts blomster og blomsterstand er meget lig Spiræa, og indtil 1879 blev de da også henregnet til samme slægt i Rosenfamilien. Til Spiræa regnes nu kun arter med egentlig (opspringende) bælgfrugter. Molekylære studier af DNA-sekvenser har har ledt til at mjødurt og Spiræa nu regnes nu for at tilhøre hver sin underfamilie i Rosenfamilien. Mjødurt tilhører således underfamilien Rosoideae, som rose, jordbær og potentil også tilhører, medens Spiræa tilhører underfamilien Spiraeoideae, som bl.a. æble, slåen og tjørn tilhører.
Ifølge den seneste revision af slægten mjødurt findes der på verdensplan 15 arter fordelt på fire sektioner.. De to arter, der vokser i Danmark, tilhører samme sektion.
Sektion Filipendula
- Almindelig mjødurt (Filipendula ulmaria). Almindeligt forekommende i Danmark på fugtig-næringsrig bund.[6]
- Knoldet mjødurt (Filipendula vulgaris). Relativt sjælden i Danmark på overdrev med tør, næringsfattig og kalkholdig bund.[7]
- Filipendula vestita
- Filipendula festosa
- Filipendula megalocarpa

Sektion Albicoma
- Amerikansk mjødurt (Filipendula rubra)
- Palmemjødurt (Filipendula palmata)
- Filipendula angustiloba

Sektion Hypogyna
- Filipendula occidentalis

Sektion Schalameya
- Kæmpemjødurt (Filipendula camtschatica). Dyrkes som prydplante i Danmark og er sjældent fundet forvildet.[8]
- Filipendula glaberrima
- Filipendula fomosa
- Filipendula multijuga
- Filipendula tsuguwoi
- Filipendula kiraishiensis

## Galleri
- Flerfoldsfrugt af almindelig mjødurt (Filipendula ulmaria). Delfrugterne er follikler, der er snoet omkring hinanden.
- Flerfoldsfrugt af knoldet mjødurt (Filipendula vulgaris). Delfrugterne er små nødder (achener), der er fæstede på blomsterbunden.